# Riccia insularis
Riccia insularis là một loài rêu trong họ Ricciaceae. Loài này được Levier ex Steph. mô tả khoa học đầu tiên năm 1898.
Danh pháp khoa học của loài này chưa được làm sáng tỏ. 